# Провулок Сергія Остапенка (Житомир)
Провулок Сергія Остапенка — провулок в Богунському районі Житомира. Названий на честь українського державного та політичного діяча, Голови Ради Народних Міністрів УНР Сергія Остапенка.

## Історія
До 20 травня 2016 року мав назву «провулок Ємєльянова».
Відповідно до розпорядження був перейменований на провулок Сергія Остапенка.